# Nativismus (Sozialwissenschaften)
Nativismus (von lateinisch nasci ‚geboren werden‘; nativus ‚angeboren, natürlich‘) bezeichnet in den Sozialwissenschaften die Orientierung von politischen Bewegungen, die für die Rechte der in einem Lande geborenen nationalen Mehrheit und gegen die Zuwanderung Fremder beziehungsweise gegen die Ansprüche einer fremden Minderheit kämpft. Der amerikanische Soziologe Ralph Linton definierte 1943 erstmals nativistisch als Eingeborenen-Bewegungen mit mehr oder weniger starkem Selbstständigkeitsinteresse: „Jeder bewusste, organisierte Versuch von Angehörigen einer Gesellschaft, ausgewählte Aspekte ihrer Kultur wiederzubeleben oder fortzuführen.“ Er unterschied zwischen einem wiederbelebenden und einem fortführenden Nativismus, der das Bestehende erhalten will; beide Formen schließen sich aber nicht gegenseitig aus.

## Antikolonialer Nativismus
Nativismus ist meist als reaktive Bewegung auf den Einfluss der Kolonisation zu verstehen, auf Unterdrückung, Benachteiligung, Frustration und Fremdeinfluss. Solche Strömungen können auch mit Bewegungen religiöser Heilserwartungen zusammenfallen, die heute als Heilsbewegung und Erneuerungsbewegung bezeichnet werden, beispielsweise der Keltische Neopaganismus oder die christliche Neue Geistliche Bewegung (siehe auch Chiliasmus).
Häufig sind nativistische Bewegungen Kern einer politischen nationalen Befreiungsfront. In ehemaligen Kolonien zielen sie auf die Wiederherstellung alter Sitten und Bräuche, die von Kolonialmächten und der christlichen Missionierung unterdrückt wurden. Daher kann Nativismus auch als ein Vorläufer des Nationalismus verstanden werden und kann auch mit Ethnozentrismus (Selbstbezogenheit) verglichen werden (siehe dazu auch Vigilantismus: systemstabilisierende Selbstjustiz).

## Nativismus in den Vereinigten Staaten
Der Nativismus in den Vereinigten Staaten entstand als Reaktion auf das enorme Anwachsen der Einwanderung von insbesondere irischen Katholiken zwischen den 1840er und 1850er Jahren, als ungefähr 3 Millionen Europäer ins Land kamen. Samuel F. B. Morse hatte in einer Reihe von Artikeln und dem 1835 erschienenen Buch Foreign Conspiracy against the Liberties of the United States die Verschwörungstheorie popularisiert, dass Katholizismus und Einwanderung nicht nur amerikanische protestantische Werte bedrohe, sondern dass es sich um eine Verschwörung des Papstes und Metternichs handle, amerikanische Freiheit durch das Fluten des Landes mit armen und ungebildeten Migranten zu zerstören. 1849 wurde als Reaktion auf diese als Bedrohung empfundenen Einwanderung ein nativistischer Geheimbund gegründet, der Order of the Star Spangled Banner. Mit der Gründung der anti-katholischen – als Know Nothings bezeichneten – American Party erzielten Nativisten erstmals größere politische Erfolge im über die Frage der Sklaverei zersplitterten Parteiensystem. Der Slogan der Partei lautete “Americans must rule America” (deutsch: „Amerikaner müssen Amerika regieren“). Zentrale Ziele waren die Verlängerung der Wartezeit bis zur Einbürgerung von Ausländern von fünf auf 21 Jahre und der Ausschluss von im Ausland geborenen Personen von politischen Ämtern.
Als es nach dem Amerikanischen Bürgerkrieg zu einer neuen Einwanderungswelle von italienischen Katholiken, Juden, Russen und Slawen kam und die Wirtschaft 1890 in die Krise geriet, gewann der Nativismus erneut an Stärke und die Protective Association: die größte vieler nativistischer Organisationen zählte 500.000 Mitglieder. Während der Progressive Era nahm der Nativismus ab, er flammte aber durch den Ersten Weltkrieg und die folgende Rote Angst wieder auf. Auch gegen die Immigration aus asiatischen Ländern regte sich nativistischer Widerstand, der beispielsweise zur Verabschiedung des Chinese Exclusion Acts beitrug. Nach dem Zweiten Weltkrieg nahm die Wahrnehmung von Judentum und Katholizismus als unamerikanisch und damit auch nativistische Antipathien ab. Seit den 1990er Jahren kam es aber zu einer neuen Welle nativistischer Policies und Einstellungen, die sich sowohl gegen mexikanische als auch muslimische Einwanderer richteten.
Diese Form des Nativismus trat häufig zusammen mit Fremdenfeindlichkeit (Xenophobie), Antikatholizismus (Antipapismus) und Rassismus auf, getragen von der weißen angelsächsischen protestantischen Oberschicht (WASP).

## Nativismus und Populismus
Viele Politikwissenschaftler sehen Nativismus als bedeutsamen Bestandteil rechtspopulistischer Ideologie und Strategien. Cas Mudde bezeichnet Nativismus, verstanden als Kombination aus Nationalismus und Fremdenfeindlichkeit und exemplifiziert durch die in Deutschland während der Anti-Flüchtlings-Proteste der 1990er Jahre verbreiteten Parole „Deutschland den Deutschen, Ausländer raus!“, als Schlüsselmerkmal zeitgenössischer rechtsradikaler populistischer Bewegungen. Nativismus hänge eng mit Antisemitismus und Islamophobie zusammen.
Der Wahlsieg Donald Trumps bei der Präsidentschaftswahl 2016 ist von Publizisten und Meinungsforschern auf eine nativistische Einwanderungspolitik zurückgeführt worden, die Trump ihrer Ansicht nach ins Zentrum seines Wahlkampfs gerückt hatte.